# Sommer-Paralympics 2016/Teilnehmer (Oman)
| stlisierte Goldmedaille | stlisierte Silbermedaille | stlisierte Bronzemedaille |
| ----------------------- | ------------------------- | ------------------------- |
| —                       | —                         | —                         |

Der Oman entsendete zu den Paralympischen Sommerspielen 2016 in Rio de Janeiro zwei Athleten, einen Mann und eine Frau.

## Teilnehmer nach Sportart

### Leichtathletik
Frauen:
- Raya Al'abri (Speerwurf F53/54) – 9,57 m (Platz 7)

Männer:
- Mohammed Al Mashaykhi (Kegelwurf F31/32 / Kugelstoßen F32) – (nicht gestartet / keine Wertung)